# Georgia on My Mind
"Georgia on My Mind" é um canção escrita por Hoagy Carmichael e Stuart Gorrell em 1930, mais famosa pela interpretação do cantor estadunidense Ray Charles em seu álbum The Genius Hits the Road, de 1960. Originalmente direcionada a uma pessoa de nome 'Georgia', em 1979, a canção foi oficialmente adotada como hino do Estado da Geórgia. Em 2003, foi considerada a 44ª maior canção de todos os tempos pela revista Rolling Stone.